# Louis-Joseph-Marie Auneau
Louis-Joseph-Marie Auneau (Mésanger, 11 febbraio 1876 – Zomba, 5 novembre 1959) è stato un missionario e vescovo cattolico francese.

## Biografia
Abbracciò la vita religiosa nella Compagnia di Maria, fu ordinato prete nel 1900 e fu inviato come missionario nello Shiré. Nel 1910 fu nominato vicario apostolico della regione e promosso all'episcopato.
Governò quella chiesa per quasi quarant'anni, durante i quali il numero dei cristiani passò da 5 000 a 220 000: fondò circa 1 000 scuole primarie, internati per giovani studenti, scuole di avviamento professionale, scuole normali per la formazione di insegnanti, un lebbrosario a Utale, un seminario a Nankunda, la congregazione femminile delle Ancelle della Beata Vergine Maria e quella maschile degli Oblati della Sacra Famiglia.
Lasciò la guida del vicariato nel 1949.

## Genealogia episcopale
La genealogia episcopale è:
- Cardinale Scipione Rebiba
- Cardinale Giulio Antonio Santori
- Cardinale Girolamo Bernerio, O.P.
- Arcivescovo Galeazzo Sanvitale
- Cardinale Ludovico Ludovisi
- Cardinale Luigi Caetani
- Cardinale Ulderico Carpegna
- Cardinale Paluzzo Paluzzi Altieri degli Albertoni
- Papa Benedetto XIII
- Papa Benedetto XIV
- Papa Clemente XIII
- Cardinale Giovanni Francesco Albani
- Cardinale Carlo Rezzonico
- Cardinale Antonio Dugnani
- Arcivescovo Jean -Charles de Councy
- Arcivescovo Jean-Joseph-Marie-Victoire de Caos
- Cardinale Clément Villecourt
- Cardinale Charles-Martial-Allemand Lavigerie
- Arcivescovo Prosper Auguste Dusserre
- Vescovo Adolphe Lechaptois, M.Afr.
- Vescovo Joseph-Marie-Stanislas Dupont, M.Afr.
- Vescovo Louis-Joseph-Marie Auneau, S.M.M.